# Hans Bernhard Schiff
Hans Bernhard Schiff (Pseudonym: Wolfgang Geyse; * 20. März 1915 in Berlin; † 10. September 1996 in Saarbrücken) war ein deutscher Schriftsteller.

## Leben
Schiff wuchs in einer großbürgerlichen Familie auf, sein Onkel war Reichsaußenminister Walter Rathenau. Sein Abitur legte er 1934 in Halle (Saale) ab. Noch vor Studienabschluss verließ Schiff mit seiner Familie Deutschland, studierte dann einige Jahre in London und Genf und trat dann 1943 eine Stelle als Lehrer in der Provence an. Als er 1947 als Jean Bernard Schiff nach Saarbrücken kam, übernahm er eine Stelle als Lehrer. Ein Jahr später wurde er zum Leiter der Literaturabteilung des Saarländischen Rundfunks ernannt, wo er vorher schon als Übersetzer gearbeitet hatte. 1956 wechselte Schiff wieder in den Beruf des Pädagogen an eine Saarbrücker Realschule.
Lange Jahre war er Vorsitzender des Landesverbandes Saar des Verbandes Deutscher Schriftsteller. Nach Hans-Bernhard Schiff ist der mit 5000 € dotierte Hans-Bernhard-Schiff-Literaturpreis der Stadt Saarbrücken benannt.

## Werk
Schiffs Werk ist geprägt von der Auseinandersetzung mit Friedrich Nietzsche und den eigenen leidvollen Erfahrungen von Verfolgung, Exil und Zusammenbruch des europäischen Wertekanons durch die Nationalsozialisten und den Zweiten Weltkrieg.

## Ehrungen
- 1986: Verdienstkreuz 1. Klasse der Bundesrepublik Deutschland

## Werke
- Du bist nicht etwa frei geboren...: Heitere – oder meist heitere Verse. Rohr Verlag, Kaiserslautern 1954.
- Die weisse Flamme des Kirschbaums: Gedichte. Rohr Verlag, Kaiserslautern 1955.
- Wölkchen. Verlag Viernheim, Viernheim 1956.
- Die Rothaarigen: Die Logik des Widersprüchlichen. Versuch einer Deutung der rothaarigen und der keltischen Menschen. Minerva-Verlag Thinnes & Nolte, Saarbrücken 1960.
- Marsyas oder Der unvollendete Tod. Selbstverlag, Saarbrücken 1964.
- Monologe des Abendlandes. Verlag Viernheim, Viernheim, Zürich 1964.
- Erde wo ich lebe: Gedichte und Balladen. Augartenverlag Szabo, Wien 1976, ISBN 3-900147-22-1.
- Don Quichote und die Kinder: Die Geschichte eines Schneemannes. Bläschke Verlag, St. Michael 1980, ISBN 3-7053-1156-4.
- Das sicherste Versteck ist die Öffentlichkeit: Aphorismen. Verlag der Handzeichen, Düsseldorf/Alfeld 1992, ISBN 3-88889-004-7.
- Unter den Dächern von Paris Verlag der Handzeichen, Düsseldorf/Alfeld 1994, ISBN 3-88889-012-8.
- So dachte ich – nächstens mehr. Verlag der Handzeichen, Düsseldorf/Alfeld 1995, ISBN 3-88889-005-5.
- Odysseus auf dem Jahrmarkt: neunzehn Erzählungen. Mit Illustrationen von Riccardio Vecchio. Gollenstein Verlag, Blieskastel 1995, ISBN 3-930008-15-7.
- Sekundenbuch: Gedichte. Hart Verlag, Volkach 1997, ISBN 3-930840-06-5.
- Ruth Wahlster (Hrsg.): Der Wirklichkeitsträumer – Hans Bernhard Schiff zum Hundertsten. Erinnerungen, Analysen, Bibliographie. Bexx GmbH, St. Ingbert 2015, ISBN 3981753429.